# Pedro Zibechi
Pedro Zibechi, auch als Pedro Zibecchi geführt, (* im 19. Jahrhundert; † im 20. Jahrhundert) war ein uruguayischer Fußballspieler.

## Verein
"Perucho" Zibechi, der auf dem Feld offensiv als Linksaußen (puntero izquierdo) eingesetzt wurde, spielte für den Central Uruguay Railway Cricket Club (CURCC). Dies war der Vorgängerverein des Club Atlético Peñarol, der 1914 aus diesem Verein entstand. Die Zeiten seiner Vereinszugehörigkeit werden widersprüchlich wiedergegeben. Während Luciano Álvarez berichtet, dass Zibechi 1905 zum Club stieß, führen andere Quellen seine Mitgliedschaft in der Mannschaft von 1904 bis 1905, von 1907 bis 1910 und von 1912 bis 1913 auf. Auch die Jahre 1900 und 1906 werden teils für seine Zugehörigkeit vermerkt. In den Jahren 1905 und 1907 wurde er mit seiner Mannschaft Uruguayischer Meister. 1904 (so er denn bereits zum Club gehörte), 1905, 1907, 1909 und 1910 gewann er mit dem CURCC auch die Copa Competencia. Auch der Sieg bei der Copa de Honor steht in den Jahren 1907 und 1909 zu Buche. Zibechi galt als nicht besonders kraftvoller aber dribbelstarker und intelligenter Spieler und war beim CURCC fast ein Jahrzehnt lang Stammspieler. 1915 schloss er sich dem Konkurrenten Nacional an.

## Nationalmannschaft
Zibechi, dessen Bruder Alfredo "Pelado" Zibechi Olympiasieger 1924 wurde und der mit Armando Zibechi einen weiteren Nationalspieler als Geschwisterteil hatte, war Mitglied der uruguayischen Fußballnationalmannschaft. Er debütierte in der Celeste am 15. August 1906. Sein fünftes und letztes Länderspiel absolvierte er am 5. Oktober 1913. 1907 wirkte er dabei an der Copa Lipton und an der Copa Newton mit. 1910 sicherte er sich mit der Nationalelf dann den Sieg bei der Copa Lipton, wozu er den zwischenzeitlichen Treffer zum 2:0 des 3:1 endenden Vergleichs mit der argentinischen Auswahl beisteuerte.

## Erfolge
- Uruguayischer Meister (1900 (?), 1905 und 1907)
- Copa Competencia (1904 (?), 1905, 1907, 1909 und 1910)
- Copa de Honor (1907 und 1909)
- Copa Lipton 1910